# Listriella diffusa
Listriella diffusa är en kräftdjursart som beskrevs av J. L. Barnard 1959. Listriella diffusa ingår i släktet Listriella och familjen Liljeborgiidae. Inga underarter finns listade i Catalogue of Life.